# Marjan Rintel
Marjan Elisabeth Ferina Rintel (Rotterdam, 17 juli 1967) is een Nederlands bestuurder. Sinds 1 juli 2022 is Rintel president-directeur van de KLM.

## Biografie
Rintel werd in 1967 geboren in Rotterdam. Met haar oudere broer en jongere zus groeide ze op in Doorn. Rintels vader werkte bij de Rabobank, uiteindelijk als regiodirecteur, haar moeder studeerde geneeskunde en voedde de kinderen op. Na het vwo studeerde Rintel in de jaren 1990 bedrijfskunde aan de Rijksuniversiteit Groningen Tijdens haar studie was zij lid van het studentencorps Vindicat. Vervolgens werd ze trainee bij Schiphol.
Tot november 2014 werkte Rintel 15 jaar lang bij de KLM, onder andere als directeur marketingstrategie. Ook werkte ze bij de Schiphol Group. Daarna werd ze directeur Reizigers bij de NS. Van 2016 tot 1 oktober 2020 was ze directeur Operatie. In deze functie hield ze zich bezig met het dagelijks functioneren van het personeel en materieel van de NS. Op reguliere werkdagen stuurde ze zaken aan vanuit het hoofdkantoor, op woensdagen ontmoette ze personeel op de werkvloer om allerlei praktische problemen te bespreken en op te lossen. Op 23 juni 2020 werd Rintel gekozen als president-directeur, ze werd de eerste vrouw die de topbestuursfunctie van de NS vervulde.
Op 2 mei 2022 stemde de aandeelhoudersvergadering in met de benoeming van Rintel als de nieuwe CEO van KLM, ondanks het op dat moment ontbreken van een positief advies van de Ondernemingsraad. De overige aandeelhouders mochten deze vergadering alleen virtueel bijwonen, waardoor het nagenoeg onmogelijk was aan Rintel vragen te stellen of een stemverklaring af te geven. 

## Persoonlijk leven
Rintel heeft een zoon en een dochter.